# جيمس دودلي
جيمس دودلي (بالإنجليزية: James Dudley)‏ هو لاعب كرة قاعدة أمريكي، ولد في 12 مايو 1910 في بالتيمور في الولايات المتحدة، وتوفي في 1 يونيو 2004.

## روابط خارجية
- جيمس دودلي على موقع دبليو دبليو إي (الإنجليزية)